# Alain Vernay
Alain Vernay, né le 19 juillet 1918 à Nantes et mort le 12 août 2015 à Paris 6e, est un journaliste et conseiller économique français.

## Biographie

### Famille et formation
Alain Vernay est enregistré à l’état civil sous le nom Alain Weil, comme l'indique son acte de naissance le 19 juillet 1918, à Nantes.
Ses parents sont Prosper Weil et Juliette Schloss. Son père est médecin hématologue. Sa mère est la fille d’Adolphe Schloss, célèbre collectionneur de peinture flamande et hollandaise du XVIIe siècle. La famille vit entourée de tableaux et fréquente des artistes peintres. Sa mère est amie de Vuillard. Celui-ci peint leurs portraits. 
Après des études au lycée Condorcet jusqu'en classe de 3e, puis au lycée Jeanson-de-Sailly, il suit une préparation à Normale Sup. 
Il rejoint la Résistance et le maquis de Mont-Mouchet dans le Cantal. Il prend alors le nom d’Alain Verney qu’il gardera ensuite comme Alain Vernay. Le nom de Verney lui est refusé à cause du refus d'un homonyme. Ce changement de patronyme, de Weil à Vernay est autorisé par décret du 9 février 1954. 
Le 18 avril 1947 à Paris 16e, Alain Vernay épouse Denise Jacob. Léon Blum, ami de la famille, et Romain Coolus, son oncle paternel, sont ses témoins. Denise Vernay, résistante et déportée à Ravensbrück, est la sœur de Simone Jacob, devenue Simone Veil six mois auparavant. Ils ont trois enfants et sept petits-enfants.

### Carrière
De février 1946 à décembre 1948, son passé de Résistant le conduit à être correspondant à Londres pour le journal Franc-Tireur. 
Il occupe des postes dans plusieurs journaux. Jusqu’en 1953, il est journaliste à Libération.
De 1958 à 1968, il est directeur du service Finance et Bourse au journal Les Échos,. 
En novembre 1969, il entre au journal Le Figaro. En 1982, il est nommé rédacteur en chef adjoint et éditorialiste. Ensuite devenu directeur du service économique et financier, il crée le supplément des pages saumon du samedi qui devient quotidien en 1984. Il y travaille jusqu’en sa retraite en juillet 1990. Après cela, il rejoint Thierry de Montbrial à l'IFIRI  (Institut Français des Relations Internationales) comme conseiller économique. 
Il est reçu par des ministres et chefs d'état, il a l'occasion d'interviewer des personnalités politiques telles Indira Gandhi, Fidel Castro. Il est sollicité comme expert sur les plateaux de télévision. Il est spécialiste du système monétaire international et des paradis fiscaux.  
Il est membre de la Commission des comptes de la nation, membre du Conseil franco-britannique, membre du club franco-japonais.

## Publications
- Alain Vernay, Les paradis fiscaux, Paris, éditions du Seuil, 1968 (ISBN 9782020022705, lire en ligne). L'ouvrage est traduit en 26 langues. (lire en ligne sur Gallica)[9]

### Articles
- De nouveaux problèmes au cœur du contentieux nippo-américain[10].
- etc. [7]

## Distinctions
- Officier de la Légion d'honneur
- Chevalier de l'ordre de l'Économie nationale (1963)[11]
- Ordre du Trésor sacré (Japon)

Sa participation à la Résistance est reconnue par la médaille de chevalier de la Légion d’honneur le 20 avril 1978. En 1987, il est promu au grade d'Officier de la Légion d’honneur.
Il est décoré de l'Ordre du Trésor sacré, en décembre 1974, cette distinction est attribuée par le Japon à des étrangers en reconnaissance des services rendus.